# 辻蟻郎
辻 蟻郎（つじ ありろう、1927年 -）は日本の小説家、推理作家。東京市下谷区入谷町（現台東区入谷）生まれ。『宝石』（辻五郎名義）、『幻影城』に短編が掲載されている。

## 来歴
本名は鈴木正昭。國學院大學卒。1963年と1964年に、推理小説誌『宝石』で短編推理小説が入選し、掲載された（辻五郎名義）。1977年、探偵小説専門誌『幻影城』の第2回幻影城新人賞小説部門で「拒まれた死」が佳作となり、掲載された（入選作なし、辻以外の佳作は加藤公彦、霜月信二郎）。

## 作品リスト

### 雑誌掲載
宝石
- 無関心な少年 （1963年10号 臨時増刊 38年度新人中篇力作10人集） - 同じ号には、第1回幻影城新人賞佳作の田中文雄の作品も掲載されている。
- 囈かされた少年 （1964年2号 臨時増刊 39年度新人25人集）

幻影城
- 拒まれた死 （1977年2月号） - 第2回幻影城新人賞 佳作

### 単行本
- 異聞明月記・乱逆帖（上下巻） （2009年11月、コシーナブックス）ISBN 978-4904620014、ISBN 978-4904620021
  - 『明月記』を執筆した藤原定家を主人公にした連作短編集